# Danh sách cầu thủ tham dự Giải vô địch bóng đá nữ Đông Nam Á 2013
Dưới đây là danh sách cầu thủ của Giải vô địch bóng đá nữ Đông Nam Á 2013 tại Myanmar từ ngày 9 và 22 tháng 9 năm 2013. Có tất cả 10 đội tuyển tham dự.

## Bảng B

### Indonesia
Số trận và bàn thắng được tính chỉ cho Giải vô địch bóng đá nữ Đông Nam Á 2013.

| Số | VT | Cầu thủ                 | Ngày sinh (tuổi) | Trận | Bàn | Câu lạc bộ                 |
| -- | -- | ----------------------- | ---------------- | ---- | --- | -------------------------- |
| 1  | TM | Nungki Entitisari       |                  | 0    | 0   | Đại học Quốc gia Jakarta   |
| 12 | TM | Efie Iswandari          |                  | 2    | 0   | Tifosi Alonza              |
| 22 | TM | Deliana Fatmawati Kaban |                  | 1    | 0   | Đại học Giáo dục Indonesia |
|    |    |                         |                  |      |     |                            |
| 4  | HV | Retno Ayu Dwi           |                  | 3    | 0   | Tifosi Alonza              |
| 5  | HV | Sri Yulianti            |                  | 3    | 0   | Jaya Kencana Angels        |
| 7  | HV | Anggi Puspita Sari      |                  | 3    | 0   | Jaya Kencana Angels        |
| 8  | HV | Yunita Sari             |                  | 1    | 0   | Đại học Giáo dục Indonesia |
| 11 | HV | Suciana Yuliani         |                  | 3    | 0   | Jaya Kencana Angels        |
| 19 | HV | Maya Muharina Fajriah   |                  | 3    | 0   | Netic Ladies               |
|    |    |                         |                  |      |     |                            |
| 6  | TV | Novita Murni Piranti    |                  | 3    | 0   | Đại học Giáo dục Indonesia |
| 9  | TV | Maulina Novryliani (c)  |                  | 3    | 0   | Đại học Quốc gia Jakarta   |
| 17 | TV | Maryati                 |                  | 2    | 0   | Netic Ladies               |
| 18 | TV | Tia Darti Septiawati    |                  | 2    | 0   | Đại học Giáo dục Indonesia |
| 20 | TV | Citra Arinda            |                  | 2    | 0   | Jaya Kencana Angels        |
|    |    |                         |                  |      |     |                            |
| 2  | TĐ | Tugiyati Cindy          |                  | 3    | 1   | Putri Mataram              |
| 10 | TĐ | Rani Mulyasari          |                  | 3    | 0   | Đại học Quốc gia Jakarta   |
| 13 | TĐ | Intan Nuraini Ulfah     |                  | 2    | 0   | Đại học Quốc gia Jakarta   |
| 15 | TĐ | Fitri Rosdiana          |                  | 3    | 0   | Đại học Giáo dục Indonesia |